# Chemiserie Niguet
Chemiserie Niguet is een winkelpand waarvan de pui in 1896 in art-nouveaustijl is gebouwd door de Belgische architect Paul Hankar.

## Ligging
Chemiserie Niguet bevindt zich aan de Koningsstraat 13 in Brussel, op een paar passen van het Warandepark.

## Geschiedenis
De winkelpui werd in 1896 door Paul Hankar ontworpen in opdracht van de hemdenmaker A. Niguet.
De winkel is sinds 1984 erkend als cultureel erfgoed en is door de huidige eigenaar, de gemeente Brussel, gerestaureerd. Tegenwoordig herbergt het pand de bloemenzaak van Daniel Ost, en voorheen die van de bloemiste Isabelle De Backer.

## Architectuur
Chemiserie Niguet is een van de weinige overgebleven winkelpuien in art-nouveaustijl in Brussel, naast die van taverne-restaurant le Falstaff ontworpen door E. Houbion in 1903, magasin Marjolaine van Léon Sneyers in 1904 en "pharmacie du Bon Secours" van Paul Hamesse.
Beïnvloed door de Engelse arts & craftsbeweging en zijn voorliefde voor houtbewerking, ontwierp Hankar een pui met een opvallend sierlijk houtwerk van mahonie.
De pui bestaat uit drie delen, verenigd door een grote boog in de vorm van het handvat van een mand. Het centrale deel bestaat uit de ingang en een fraai versierd bovenlicht.. De deur heeft een gedurfd asymmetrisch ontwerp dat wordt geaccentueerd door sierlijk messing plaatwerk. De winkelpui is aan de bovenkant voorzien van de inscriptie "Chemiserie A. Niguet - Maison fondée en 1835".
Paradoxaal genoeg komt het sierlijke ontwerp van het houtwerk meer overeen met de "florale art-nouveau" (de bekende "zweepslaglijn" van Victor Horta) dan met de "geometrische art-nouveau" waarvan Hankar zelf de leidende figuur in België was. Exemplarisch voor de strakkere, geometrische stijl is het door Hankar ontworpen Hotel Ciamberlani met zijn grote rondvormige ramen.
Het restauratiewerk dat in opdracht van de gemeente Brussel werd uitgevoerd, bracht een plafond van beschilderde doeken aan het licht, oorspronkelijk gemaakt door de decorateur en sgraffitimaker Adolphe Crespin, die vaak met Paul Hankar samenwerkte, onder meer in het Hankarhuis en Hotel Ciamberlani.